# Kiến trúc Tân cổ điển

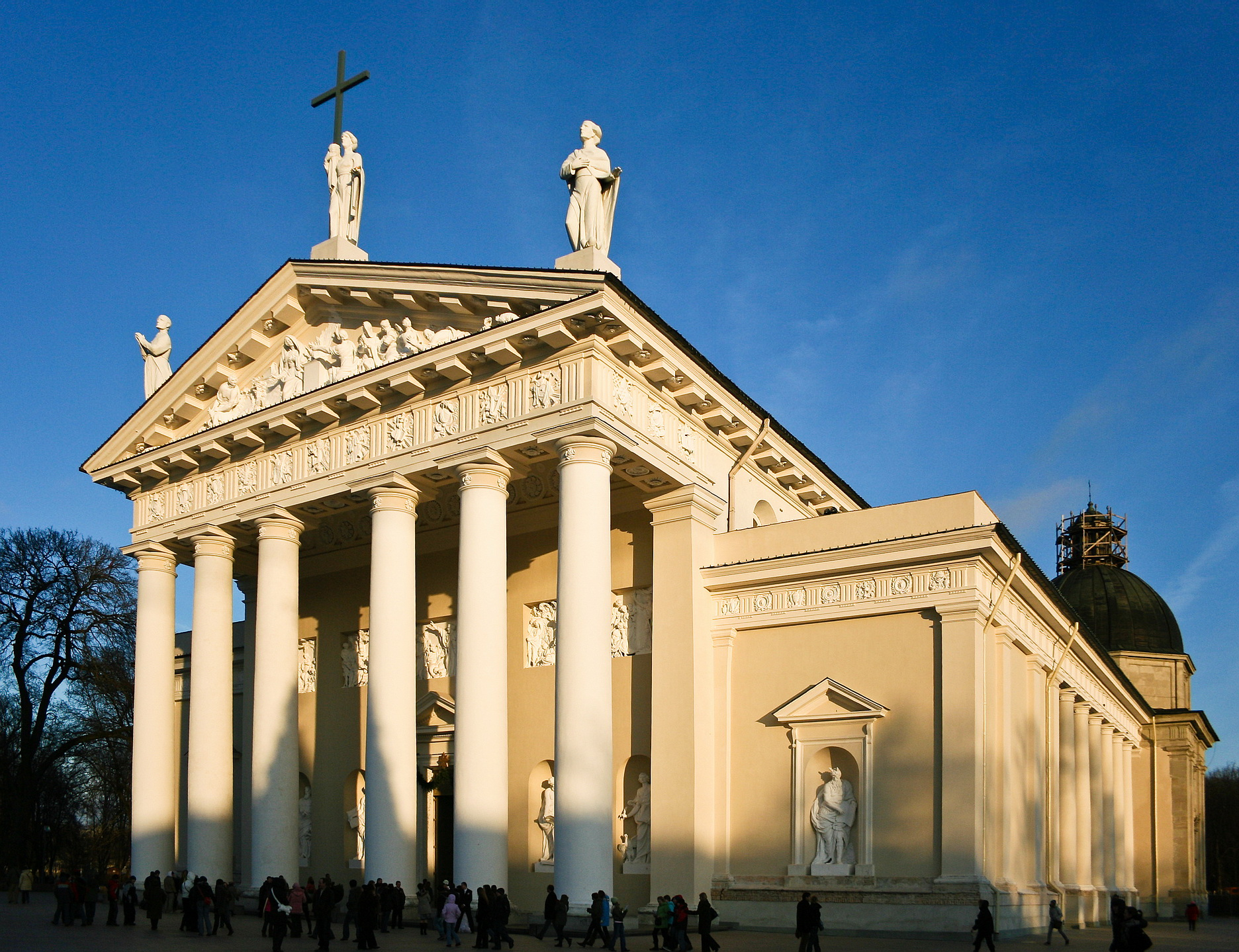
Một ví dụ về mặt tiền của Nhà thờ Vilnius với phong cách Tân cổ điển.

Kiến trúc tân cổ điển là một phong cách kiến trúc do trào lưu tân cổ điển tạo ra, bắt đầu vào giữa thế kỷ 18. Kiến trúc Tân cổ điển thuần túy là sự kết hợp chủ yếu giữa kiến trúc cổ đại Hy Lạp, các nguyên tắc kiến trúc của Vitruvius và phong cách của kiến trúc sư người Ý Andrea Palladio.
Về hình thức, kiến trúc tân cổ điển nhấn mạnh vào bức tường hơn là về phối hợp màu sáng- tối và duy trì bản sắc riêng biệt cho mỗi bộ phận của nó. Về chi tiết, kiến trúc Tân cổ điển là một phản ứng chống lại phong cách trang trí tự nhiên của Rococo. Về công thức kiến trúc, nó như là sự phát triển của một số đặc điểm cổ điển của truyền thống kiến trúc Baroque muộn. Kiến trúc tân cổ điển vẫn được thiết kế cho đến ngày nay, nhưng có thể được gắn nhãn là kiến trúc cổ điển mới cho các tòa nhà hiện đại.
Ở các quốc gia Trung và Đông Âu, người ta vẫn xem kiểu kiến trúc này là cổ điển, và tân cổ điển chỉ dành cho những phong cách kiến trúc bắt đầu từ thế kỷ 19 đến nay.

## Nguồn gốc

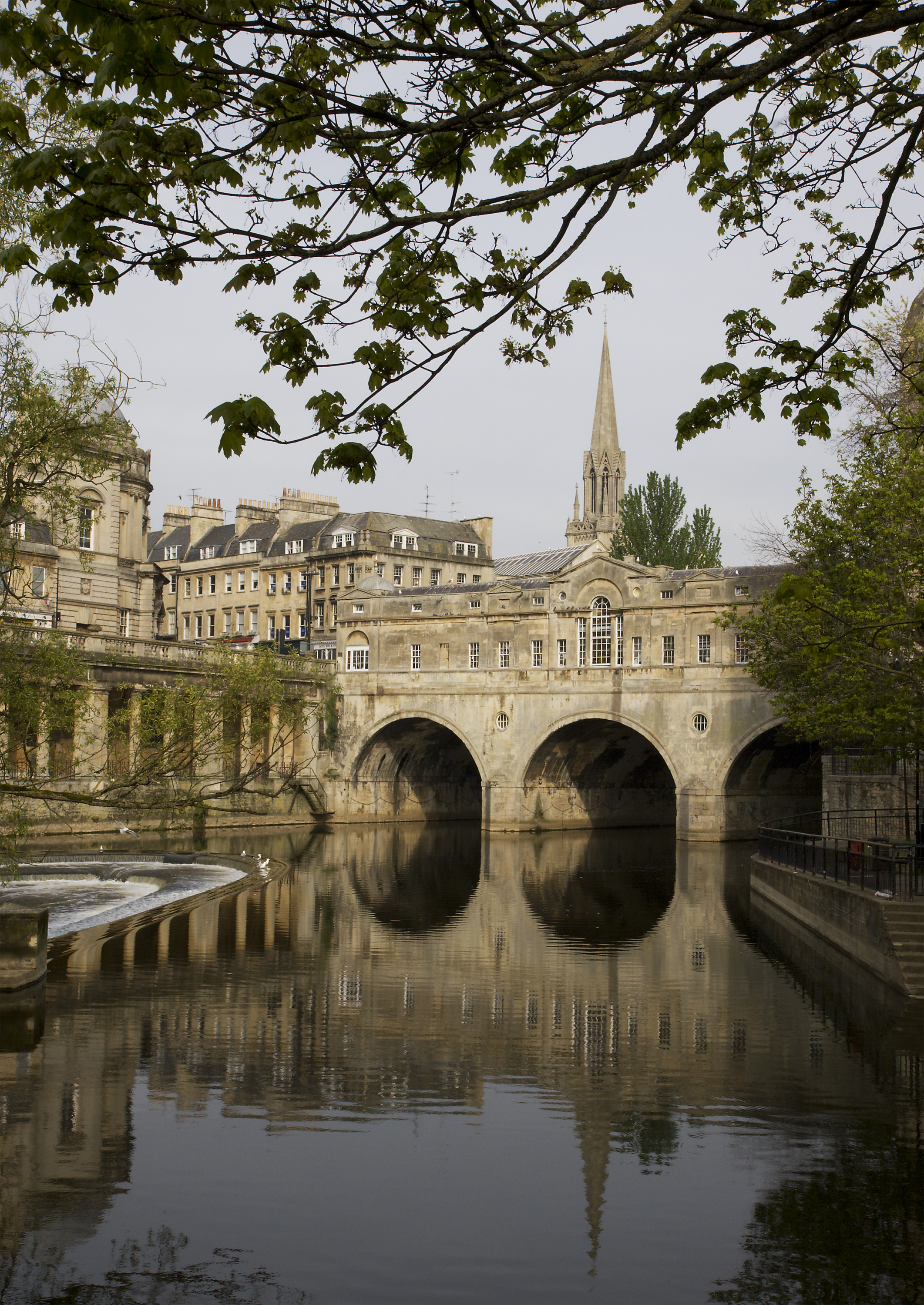
Cầu Pulteney, Bath, Anh Quốc, bởi Robert Adam

## Đặc điểm

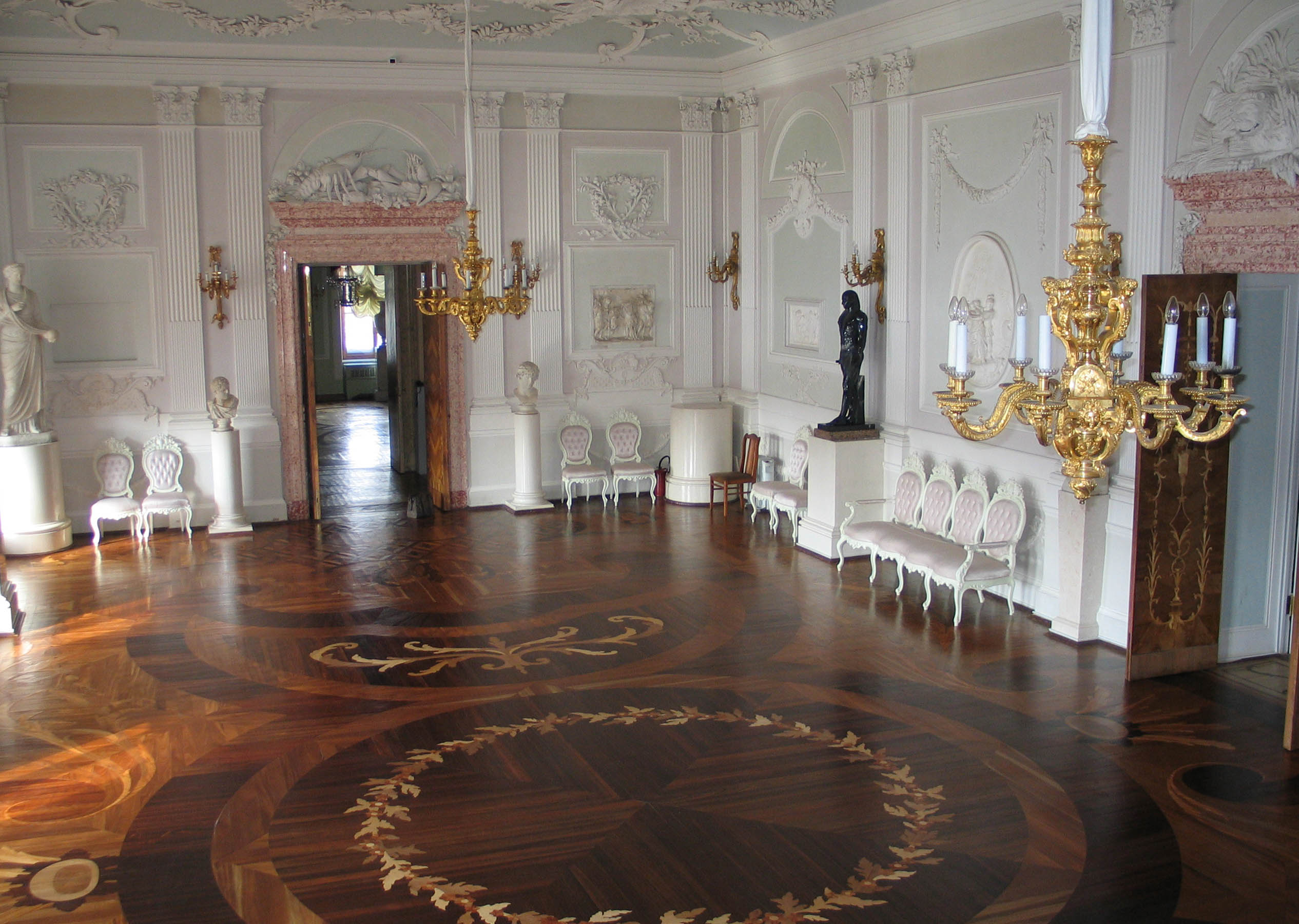
A. Rinaldi. Sảnh Trắng của cung điện Gatchina, 1760. Một ví dụ ban đầu về thiết kế nội thất tân cổ điển Ý trong kiến trúc Nga.

## Giai đoạn muộn

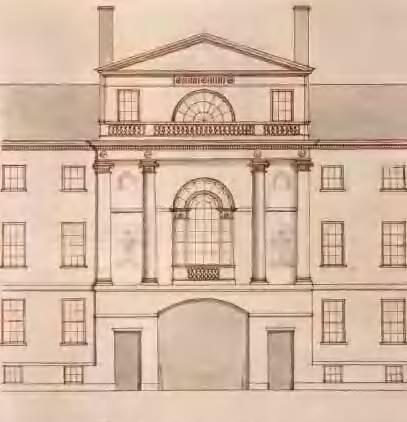
Trung tâm Pavilion, Tontine Crescent, Boston, 1793-1794, bởi Charles Bulfinch

### Tây Ban Nha

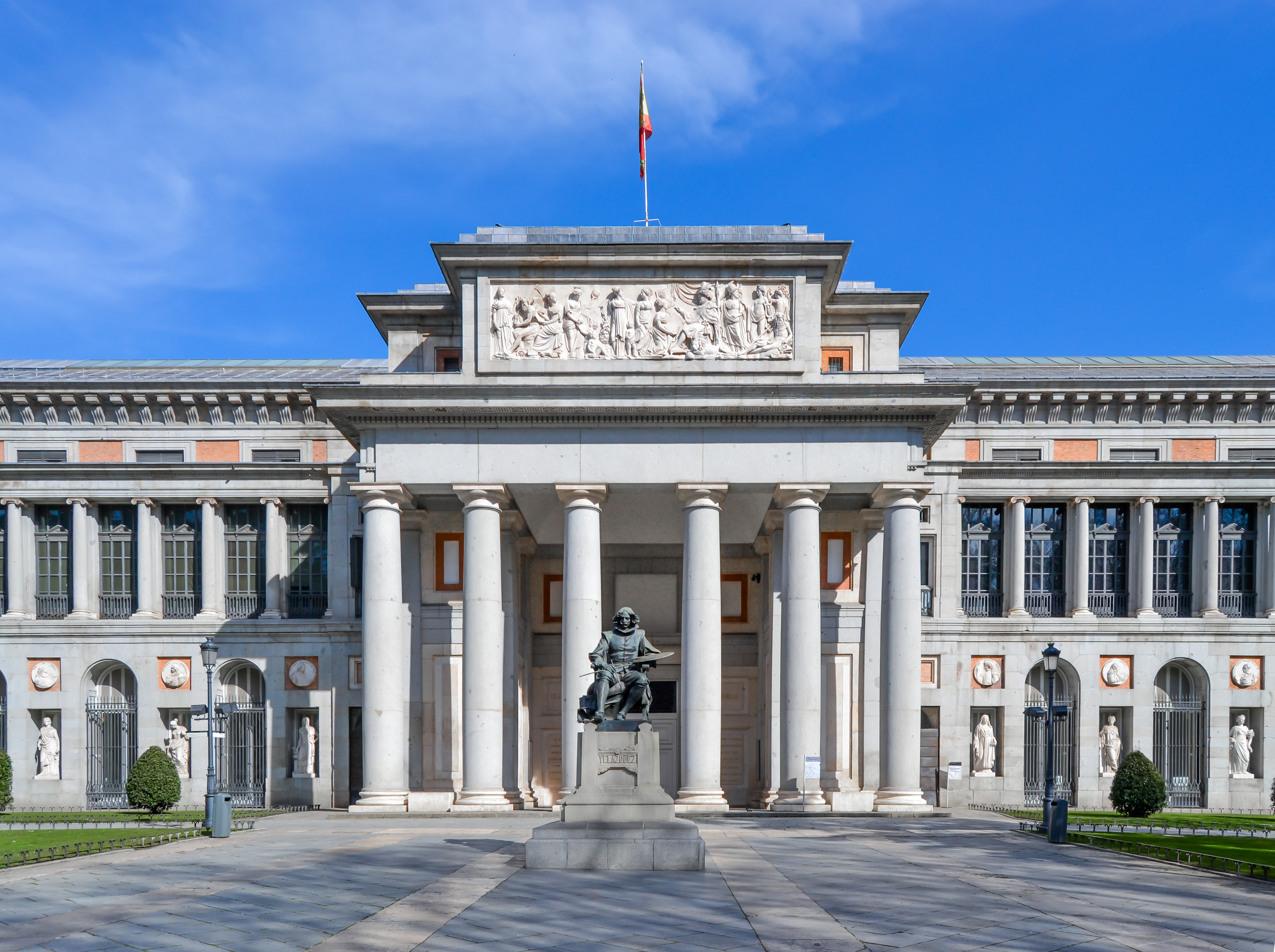
Bảo tàng Prado Madrid, của Juan de Villanueva

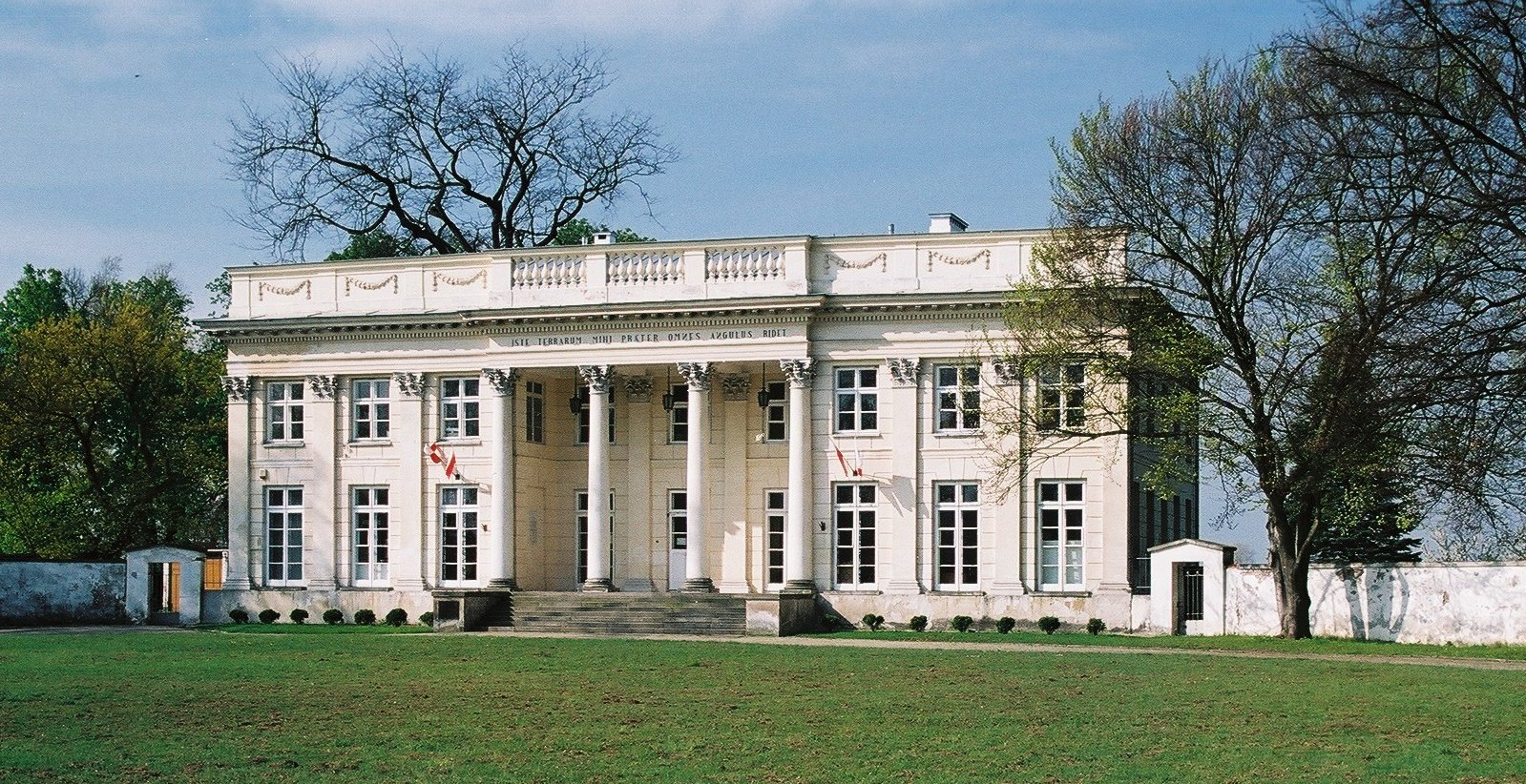
Marynka Palace trong Puławy (1790-1794) của Christian Piotr Aigner